# ジャンバッティスタ・ヴィーコ

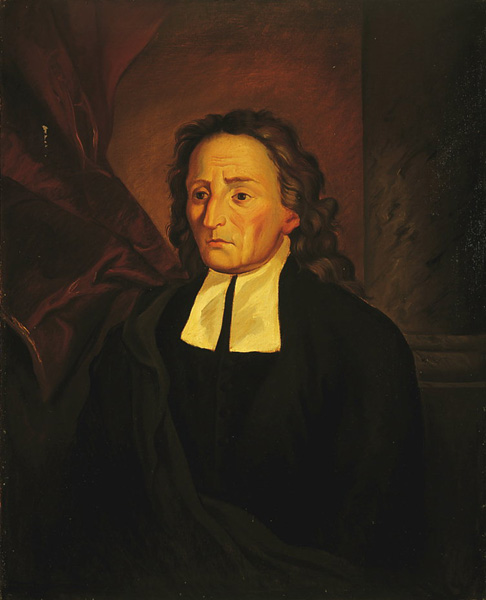
ジャンバッティスタ・ヴィーコ

ジャンバッティスタ・ヴィーコ（Giambattista Vico, 1668年6月23日 - 1744年1月23日）は、イタリアの哲学者。 

## 生涯
ナポリの貧しい本屋に生まれた。幼少から利発であったらしく貧しいながら初等教育の学校に通わせられている。7歳の時に階段から転落して頭蓋骨を損傷して、陽気であったのが憂鬱で辛辣な人柄に変わってしまったと『自伝』で述べている。学校にもなじめずほとんど自学自習で済まし、哲学･文学･歴史学･法学･自然学などを学ぶ。18歳の時、侯爵ドメニコ・ロッカの子息の家庭教師として雇われ、ナポリよりさらに南方のチレント半島のヴァトッラというところにある侯爵の居城で9年間を過ごす。城中の書庫にある哲学・文学・歴史から法学にかけての古今の書物は、ヴィーコの精神発達をうながした。1695年にナポリに戻り、職探しに奔走の末1699年に王立ナポリ大学の修辞学（雄弁術）教授になった。1724年には法学教授の後任人事に応募するも失敗している（法学教授と修辞学教授では6倍の俸給の差があったという）。1725年に主著『新しい学　Principi di scienza nuova』を出版するが、費用を引き受けてくれるはずだったフィレンツェの枢機卿ロレンツォ・コルシーニ（後の教皇クレメンス12世）が約束を反故にしたせいで、1.25カラットのダイヤの指輪を処分して、原稿の分量も削っての出版であったという。

## 反デカルト学説
ヴィーコは「数学的知識以外の知識はあり得ない」というデカルト派の認識論に反対し、学問に必要なのは認識可能なものと不可能なものを区別する原理であると考えた。その原理とは「真理と事実とは置換できる」、つまり、精神がある対象を理解するためには、その対象が人間精神によってすでに作られていなければならない、ということだった。数学は人間の作り出した仮説であり、歴史は人間の「行為事実」が無から作り出すものであるから、両方とも認識可能な事柄である。こうして歴史は、明確な認識を生みうる学問として数学と並ぶ地位を与えられた。

## 歴史哲学
ヴィーコは歴史を研究するときに次のような仮定を設けた。
1. 異なる二つの時代が同一の全般的性質を持ち、そのため一つの時代から他の時代を類推して論じることができる。
2. 同じ種類の時代が、同一順序で再起する傾向がある。英雄時代には必ず古典的時代が続き、新たな未開状態への衰微が始まり、というように時代は循環する。
3. このような循環運動は、単純にもとのところに戻るのではなく、螺旋を描いて進展する。この点でヴィーコはプラトンやポリュビオス、マキャベリやカンパネッラと異なり、歴史家は未来を予測できないと考える。20世紀の歴史家ではA・J・トインビーがこれに近い歴史観を持つ。

ヴィーコは次の5つを、歴史家の陥りやすい誤謬の原因としてあげた。
1. 古代に対する大言壮語、理想化と誇張。
2. 国民的自負。
3. 学者が自分の性質を、歴史上の行動者に投影する。
4. 二つの民族が類似の観念や制度を持つときに、一方が他方から学んだに違いない、と考える偏見。
5. 古代人も比較的身近な時代に関しては、現代人より事情に通じていたに違いない、と考える偏見。

さらに歴史家が利用できるものとして、言語学・神話・伝説・現代の未開人・子どもや農民の作るおとぎ話などをあげた。ヴィーコは文献を過去のものとして葬らず、文献学と哲学を総合し、歴史研究を科学と同じくらい確実性があるものとした。また、芸術を論理に従属させる考え方に反対し、芸術の構想力が論理より優位にあると主張したため、反合理主義の哲学者とも呼ばれる。

## 影響・評価
当時としては革命的ともいえるヴィーコの歴史哲学は、生前には反響をもたらさなかった。フランスのモンテスキューはヴィーコの著作をもっていたが利用した形跡がなく、ヴィーコと似たような思想家である東プロイセン・ドイツのハーマンは1777年に『新しい学』を手に入れているが、その当時は国民経済に関心を持っていたので、失望して手放してしまった。ヘルダーは1797年になって初めて『人道に関する手紙』でヴィーコのために一頁を割いている。
ヴィーコの本格的な評価は19世紀に入って、とりわけベネデット・クローチェの研究を待たねばならない。日本人研究者では和辻哲郎が『近代歴史哲学の先駆者』（弘文堂、1950年）で紹介している。また、社会学者の清水幾太郎もヴィーコを紹介している。
20世紀後半から21世紀は上村忠男が訳・研究を多く刊行している。
エーリヒ・アウエルバッハは『新しい学』ドイツ語訳を行ない、著書『ミメーシス』でも、ヴィーコを引用しその影響を論じている。エドワード・サイードは、著書『オリエンタリズム』でオリエンタリストの典型として歴史家の誤謬をあげている。日本の知識人のヴィーコ愛読者として、ジャーナリスト・評論家立花隆がいる。
また西部邁も17世紀に於いてのヴィーコの反デカルトへの指摘の事実を取り上げている。

## 著書
- 『新しい学　Principi di scienza nuova』　1725年
- 『ヴィーコ自叙伝　Vita Di Giambattista Vico Scritta da s'e Medesimo』 1725-31年
- 『イタリア人の太古の知恵　De antiquissima Italorum sapientia ex linguae latinae originibus eruenda』　1720年
- 『学問の方法　De Nostri Temporis Studiorum Ratione 』 1708年

### 日本語訳
- 『ヴィーコ　新しい学』 上村忠男訳、中公文庫（新編・全2巻）、2018年
旧版は、法政大学出版局（叢書・ウニベルシタス 全3巻）、2007-2008年
- 『新しい学の諸原理　一七二五年版』 上村忠男訳、京都大学学術出版会、2018年。初刊版からの全訳
- 『普遍法』上村忠男編訳・註解、ぷねうま舎、2022年。「新しい学」実質上の第一稿
- 『ヴィーコ自伝』 上村忠男訳、平凡社ライブラリー、2012年
- 『ヴィーコ自叙伝』 福鎌忠恕訳、法政大学出版局（叢書・ウニベルシタス）、1990年、新装版2015年
- 『ヴィーコ自叙伝』 西本晃二訳、みすず書房、1991年
- 『ヴィーコ　学問の方法』 上村忠男・佐々木力訳、岩波文庫、1987年
- 『イタリア人の太古の知恵』 上村忠男訳、法政大学出版局（叢書・ウニベルシタス）、1988年

- 『世界の名著続6　ヴィーコ 「新しい学」』 清水幾太郎責任編集・解説、清水純一・米山喜晟訳、中央公論社（新装版・中公バックス）
- 『新科学』 黒田正利訳、秋田屋、1946年7月
谷沢永一は、上記の「世界の名著」版・清水幾太郎解説が、『新しい学』の邦訳は初めてであると述べているが、黒田の存在を抹殺した身勝手は考え物である、と自著で苦言を呈している[3]。